# 東舞鶴公園
東舞鶴公園（ひがしまいづるこうえん）は、京都府舞鶴市にある都市公園（総合公園）である。別名は丸山公園（まるやまこうえん）。
テニスコート・野球場・児童公園などが完備しており、舞鶴市の市花に指定されているツツジが約25,000本植えられており、毎年5月4日には舞鶴つつじまつりが開催されている。また公園内の高台から市内を一望でき、隠れた名所となっている。
現在は指定管理者制度を導入しており、2023年（令和5年）は舞鶴スポーツネットワークが当公園の指定管理を受けている。

## 施設

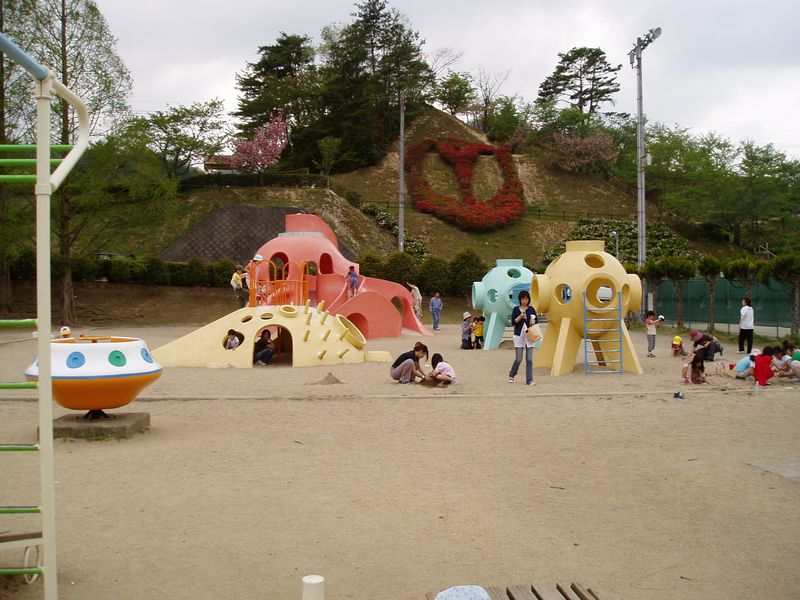
児童公園（奥の高台に展望台と池がある）

- 陸上競技場（東舞鶴公園陸上競技場）
- 野球場（東舞鶴公園野球場）
- テニスコート
- 弓道場
- 売店
- 児童公園
- 赤迫池・東屋
- 展望台、遊歩道
- トイレ
- 駐車場

## 交通アクセス
- JR舞鶴線・WILLER TRAINS宮津線（宮舞線）西舞鶴駅またはJR舞鶴線・小浜線東舞鶴駅下車、両駅より京都交通。「丸山口」停留所下車、徒歩7分[3]。

## 周辺の観光地
- 赤れんが博物館
- 舞鶴市政記念館
  - 舞鶴赤レンガ倉庫群
- 五老スカイタワー
- 舞鶴引揚記念館